# Dawid Arianites
Dawid Arianites (grecki:  Δαυίδ Ἀριανίτης) był wysoko postawionym bizantyńskim dowódcą wojskowym. Data jego narodzin i śmierci jest nieznana, źródła wspominają tylko o jego służbie w cesarskiej armii na początku XI wieku.
Dawid prawdopodobnie pochodził z możnego albańskiego rodu, którego przedstawiciele odegrają znaczącą rolę w XIV i XV wiecznych w dziejach Bałkanów. Nie jest jednak do końca pewne czy byli oni krewniakami Dawida czy zaszła tu po prostu zbieżność nazw, źródła dotyczące życia prywatnego Arianitesa są bowiem bardzo skąpe. Tym niemniej znaczna część uczonych uważa go za pierwszego, historycznego przedstawiciela rodu Arianites. Część jednak jest zdania iż był on pochodzenia perskiego a miano Arianites zawdzięcza nazwie "Arya", którą określali się często indoeuropejscy mieszkańcy Iranu.  
Dawid pojawia się w źródłach jako wysoki dostojnik z tytułem patrycjusza. Szczyt jego kariery wojskowej przypada na okres panowania Bazylego II. W 1017 roku Bazyli najechał Bułgarię, prowadząc ze sobą znaczne siły, w skład których wchodziło wielu Rusinów. Celem wyprawy było opanowanie Kastorii, miasta i twierdzy które kontrolowało szlak między Tesalią a wybrzeżem współczesnej Albanii. Dawid wraz z Konstantynem Diogenesem otrzymali wówczas dowództwo nad korpusem który miał zaatakować Pelagonię. Wojna z Bułgarami zakończyła się połowicznym sukcesem. Bizantyjczycy opanowali kilka ważnych miast i twierdz, ale nie udało im się zdobyć Kastorii. 
Po wojnie Bazylii przyznał Dawidowi tytuł strategos autokrator Bułgarii, dając mu tym samym władzę wojskową nad prawie wszystkimi bizantyjskimi posiadłościami na terenie północnych Bałkanów. Konstantyn Arianites, dostojnik z tytułami magistrosa i douxa Adrianopola, był prawdopodobnie synem Dawida.